# Grünewalde
Grünewalde (in basso sorabo Zeleny Gózd) è una frazione (Ortsteil) della città tedesca di Lauchhammer.

## Storia
Il 20 settembre 1993 il comune di Grünewalde venne aggregato alla città di Lauchhammer.